# World of Goo
World of Goo är ett pusseldatorspel med en stark betoning på fysik. Spelet finns för ett antal plattformar och har utvecklats av 2D Boy, en indiespel-utvecklare, med Kyle Gabler och Ron Carmel, tidigare utvecklare i Electronic Arts.

## Gameplay

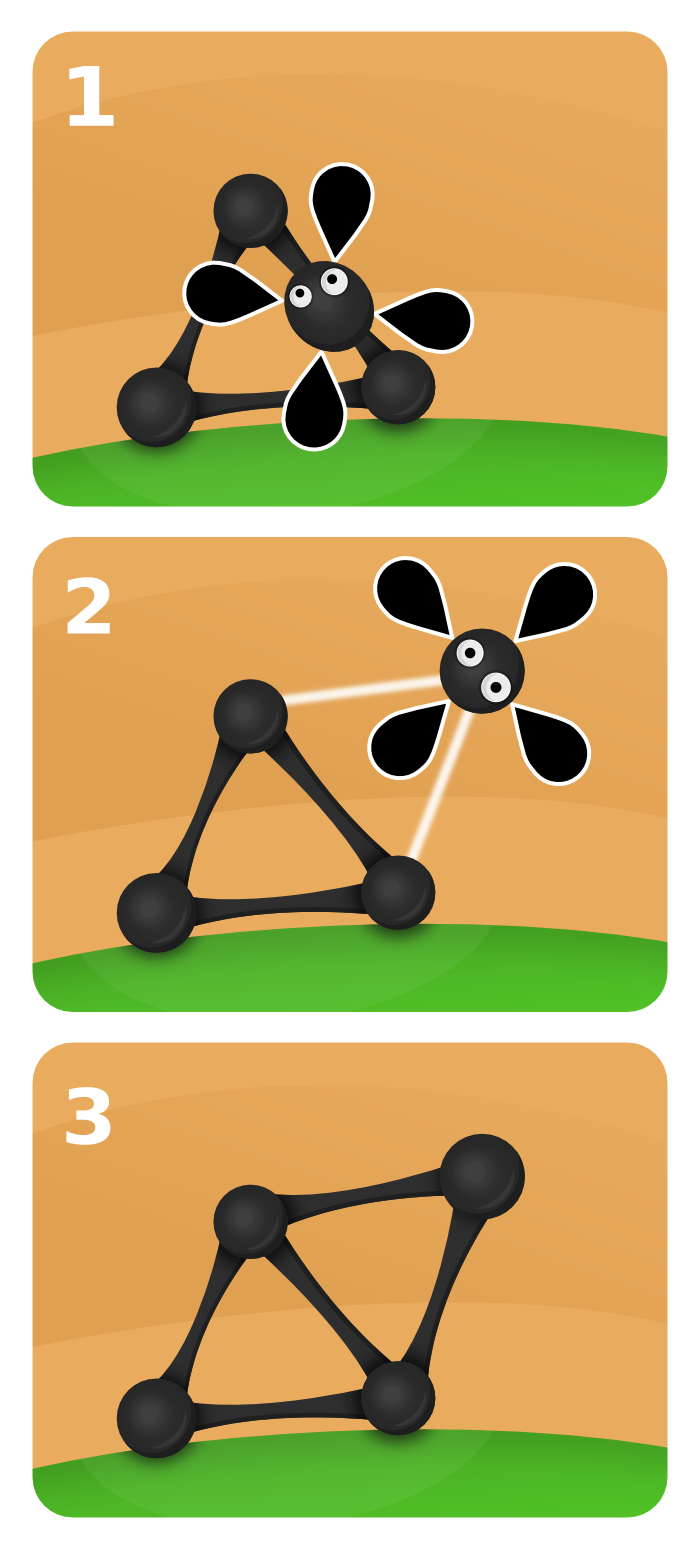
World of Goos gameplay: 1) Klicka på en goo-ball, 2) dra den en bit utanför goo-tornet, 3) släpp, och den blir en del av tornet

Spelet är byggt kring idén på att skapa en stor struktur genom att använda bollar av gegga. Spelet är uppdelat i fem kapitel, i varje kapitel finns flera nivåer. Varje nivå har unik grafik och musik, vilket ger dem en unik atmosfär. Det finns också ett bonusspel kallat World of Goo Corporation, där det går ut på att bygga det högsta tornet genom att använda goo-bollar som man samlat ihop under spelets gång. Spelare från hela världen kan tävla mot varandra, eftersom höjden på tornen uppdateras ofta på 2D Boys server. 

### Mål
Det största målet med spelet är att få ett tillräckligt stort antal goo-bollar att gå genom ett rör som representerar utgången. För att kunna göra det måste spelaren använda de olika goo-bollarnas förmågor för att bygga broar, torn och andra strukturer för att överkomma gravitationen och olika terränghinder, som avgrunder, kullar, taggar och klippor. 

## Utveckling
World of Goo utvecklades av två före detta Electronic Arts-utvecklare, Kyle Gabler och Ron Carmel, som hade väldigt lite pengar. Deras studio baserades främst på de kaféer med trådlös uppkoppling som fanns tillhands. Budgeten i spelet låg på kring 10 000 dollar. 
De använde många öppen källkod-tekonologier, såsom Simple DirectMedia Layer, Open Dynamics Engine, TinyXML, Subversion och Mantis Bug Tracker.